# Simac Ladies Tour
Pour les articles homonymes, voir Simac.
Le Simac Ladies Tour (appelé Holland Ladies Tour de 1998 à 2010, puis Profile Ladies Tour en 2011, BrainWash Ladies Tour en 2012 et Boels Ladies Tour de 2013 à 2020) est une course cycliste féminine par étapes néerlandaise. Créé en 1998, il fait partie du calendrier UCI féminin, en catégorie 2.1. Il est organisé chaque année au mois de septembre.

## Palmarès
| Année | Vainqueur                   | Deuxième             | Troisième            |                  |
| ----- | --------------------------- | -------------------- | -------------------- | ---------------- |
| 1998  | Elsbeth Vink                | Leontien van Moorsel | Ingunn Bollerud      |                  |
| 1999  | Leontien van Moorsel        | Judith Arndt         | Susanne Ljungskog    |                  |
| 2000  | Mirjam Melchers             | Ina-Yoko Teutenberg  | Susanne Ljungskog    |                  |
| 2001  | Petra Rossner               | Diana Žiliūtė        | Debby Mansveld       |                  |
| 2002  | Debby Mansveld              | Mirjam Melchers      | Arenda Grimberg      |                  |
| 2003  | Susanne Ljungskog           | Trixi Worrack        | Olga Zabelinskaïa    |                  |
| 2004  | Mirjam Melchers             | Trixi Worrack        | Sissy van Alebeek    |                  |
| 2005  | Tanja Schmidt-Hennes        | Susanne Ljungskog    | Mirjam Melchers      |                  |
| 2006  | Susanne Ljungskog           | Trixi Worrack        | Judith Arndt         |                  |
| 2007  | Kristin Armstrong           | Judith Arndt         | Linda Villumsen      |                  |
| 2008  | Charlotte Becker            | Ina-Yoko Teutenberg  | Irene van den Broek  |                  |
| 2009  | Marianne Vos                | Kirsten Wild         | Ina-Yoko Teutenberg  |                  |
| 2010  | Marianne Vos                | Kirsten Wild         | Ellen van Dijk       |                  |
| 2011  | Marianne Vos                | Emma Johansson       | Kirsten Wild         |                  |
| 2012  | Marianne Vos                | Evelyn Stevens       | Judith Arndt         |                  |
| 2013  | Ellen van Dijk              | Annemiek van Vleuten | Elizabeth Armitstead |                  |
| 2014  | Evelyn Stevens              | Lisa Brennauer       | Ellen van Dijk       |                  |
| 2015  | Lisa Brennauer              | Lucinda Brand        | Ellen van Dijk       |                  |
| 2016  | Chantal Blaak               | Ellen van Dijk       | Alena Amialiusik     |                  |
| 2017  | Annemiek van Vleuten        | Anna van der Breggen | Ellen van Dijk       |                  |
| 2018  | Annemiek van Vleuten        | Ellen van Dijk       | Anna van der Breggen |                  |
| 2019  | Christine Majerus           | Lorena Wiebes        | Lisa Klein           |                  |
| 2020  | annulé/abandonné            | annulé/abandonné     | annulé/abandonné     | annulé/abandonné |
| 2021  | Chantal van den Broek-Blaak | Marlen Reusser       | Ellen van Dijk       |                  |
| 2022  | Lorena Wiebes               | Audrey Cordon-Ragot  | Karlijn Swinkels     |                  |
| 2023  | Lotte Kopecky               | Lorena Wiebes        | Anna Henderson       |                  |
| 2024  | Lotte Kopecky               | Franziska Koch       | Zoe Bäckstedt        |                  |
| 2025  |                             |                      |                      |                  |